# Billaea grandis
Billaea grandis är en tvåvingeart som beskrevs av Louis-Paul Mesnil 1976. Billaea grandis ingår i släktet Billaea och familjen parasitflugor.
Artens utbredningsområde är Madagaskar. Inga underarter finns listade i Catalogue of Life.